# Lumbreras de Cameros
Lumbreras de Cameros ist ein Bergort und eine zur bevölkerungsarmen Region der Serranía Celtibérica gehörende Gemeinde (municipio) mit nur noch 147 Einwohnern (Stand: 2024) in der Autonomen Gemeinschaft La Rioja im Norden Spaniens. Neben dem Hauptort Lumbreras de Cameros besteht die Gemeinde aus den Ortschaften El Horcayo und San Andrés sowie aus den Wüstungen El Hoyo, Pajares und Venta de Piqueras.

## Lage und Klima
Lumbreras de Cameros liegt gut 55 km (Fahrtstrecke) südsüdwestlich der Provinzhauptstadt Logroño in einer Höhe von ca. 1180 m. Soria, die Hauptstadt der südlich an die Rioja angrenzenden altkastilischen Provinz, befindet sich ca. 50 km südsüdöstlich. Im Gemeindegebiet liegt die Talsperre Embalse de Pajares. Das Klima ist gemäßigt bis warm; Regen (ca. 777 mm/Jahr) fällt hauptsächlich im Winterhalbjahr.

## Bevölkerungsentwicklung
| Jahr      | 1970 | 1981 | 1991 | 2001 | 2011 | 2021 |
| Einwohner | 296  | 120  | 184  | 157  | 175  | 150  |

Infolge der Mechanisierung der Landwirtschaft, der Aufgabe bäuerlicher Kleinbetriebe und des daraus resultierenden geringeren Arbeitskräftebedarfs ist die Einwohnerzahl des Bergorts seit der Mitte des 19. Jahrhunderts deutlich zurückgegangen.

## Wirtschaft
Die Gemeinde war jahrhundertelang zum Zweck der Selbstversorgung landwirtschaftlich orientiert, wobei die Viehwirtschaft (Milch, Käse, Fleisch) im Vordergrund stand. Heute werden vor allem im Sommerhalbjahr Ferienwohnungen (casas rurales) vermietet.

## Sehenswürdigkeiten

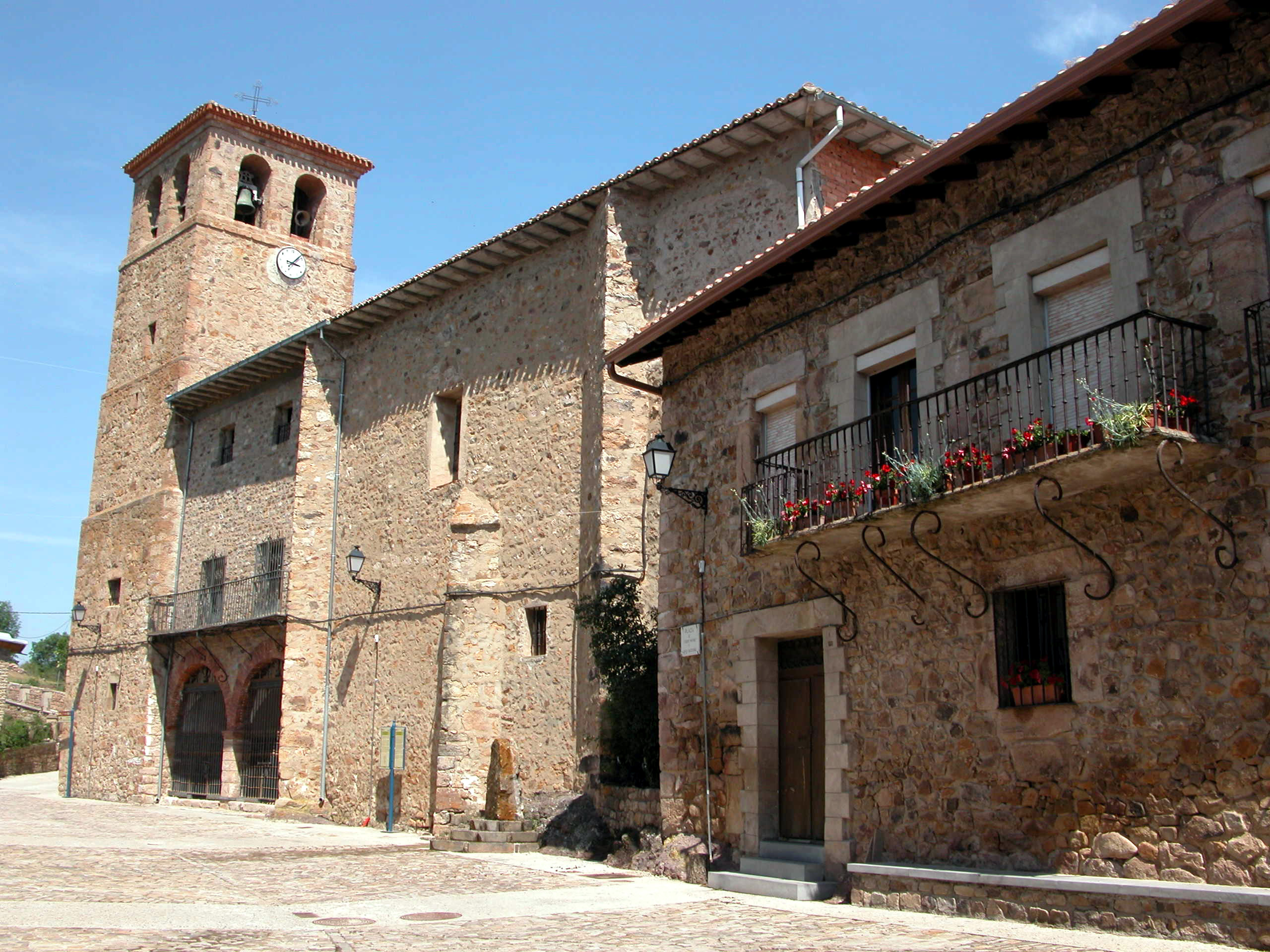
Bartholomäuskirche
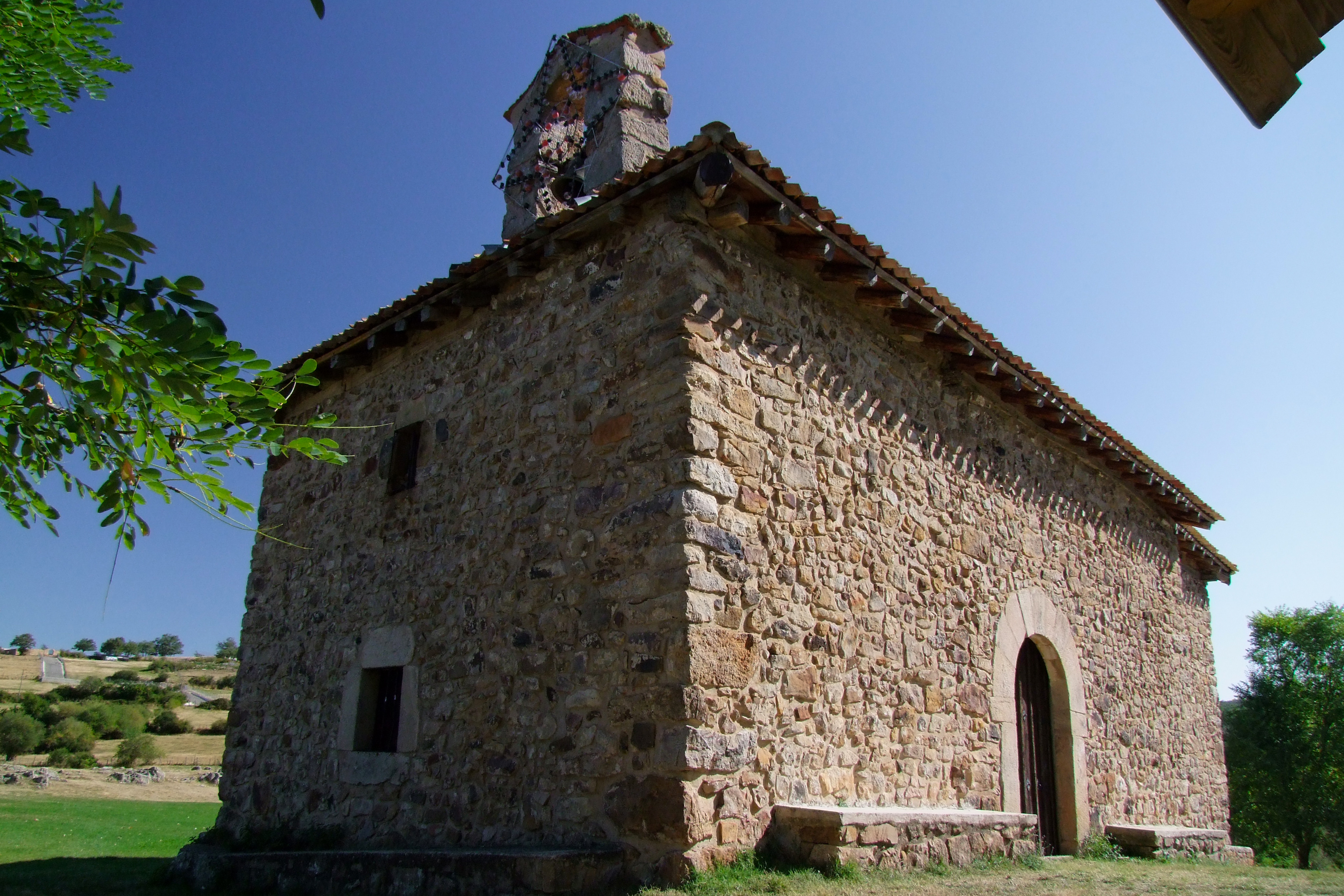
Martinskapelle
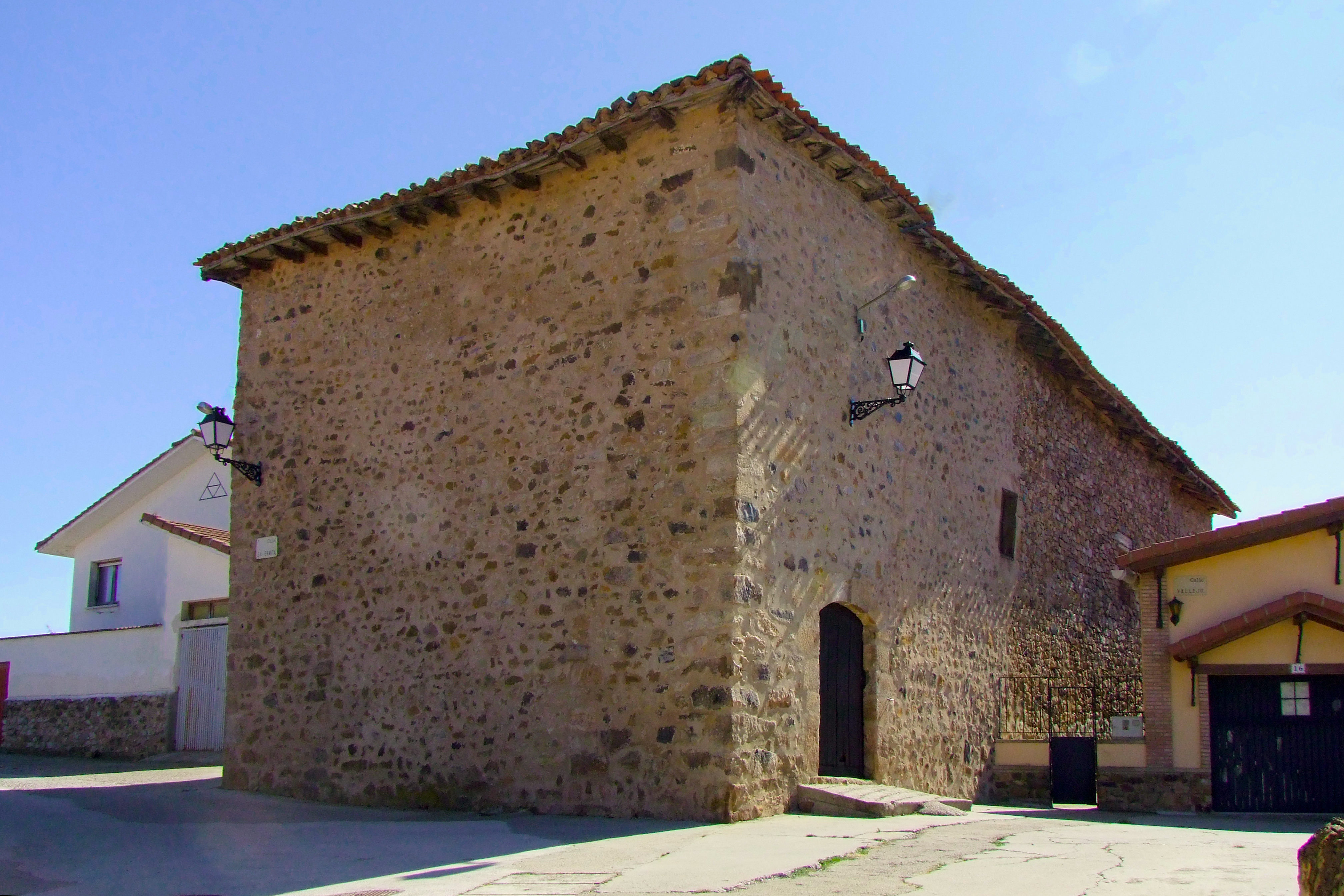
Christuskapelle

- Bartholomäuskirche
- Martinskapelle
- Christuskapelle